# Tusnád
Tusnád (románul Tușnad Sat) falu Romániában Hargita megyében.
Tusnád jelenlegi szerkezete a következő: Szeretszeg, Középtiz, amelyet neveznek még Alszegnek is, Bólya-alja. A jelenlegi Szeretszeg neve volt valamikor Sántaszeg.

## Nevének eredete

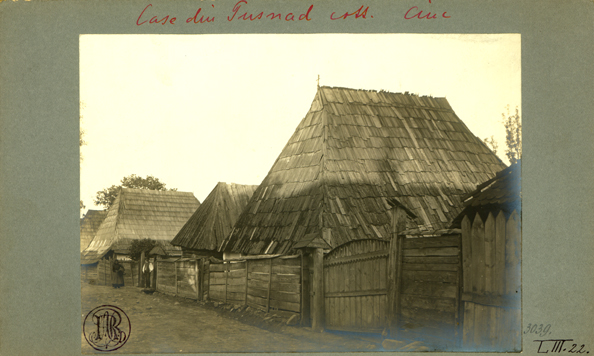
Leopold Adler fényképe

Népies magyarázata abból indul ki, hogy környékén sok volt a tó és a nád. Valójában a szláv tozno (= zavaros) szóból származhat és eredetileg víznév volt.
Viszont még él az a magyarázat is, hogy 'tó és nád' (népiesen: tó s nád) amelyből ki alakult a Tusnád név. A tó és nád abból ered hogy Tusnád nádas, lápos, tavas terület még a mai napig is.

## Története

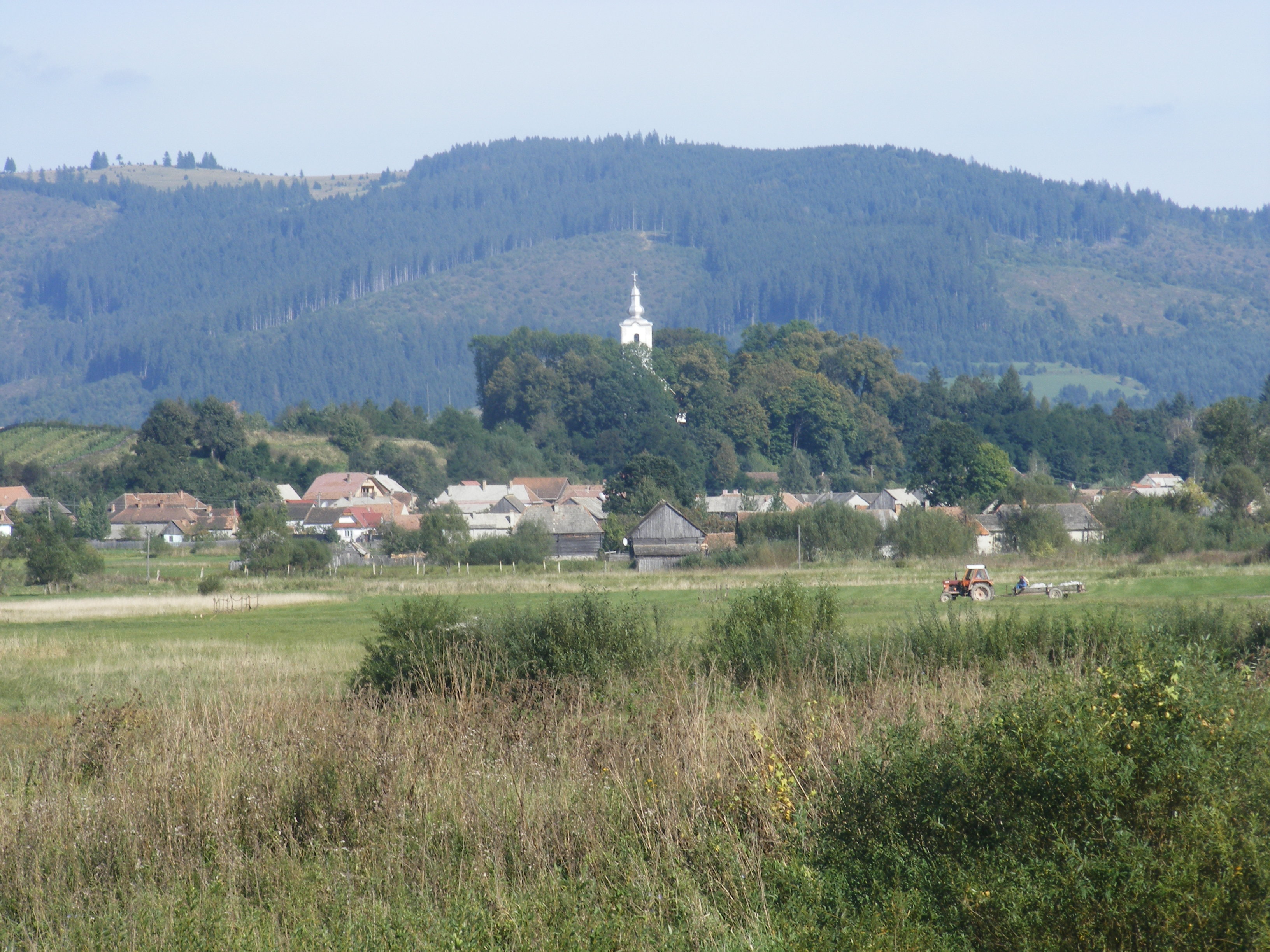

Határában a Vártetőn vaskori és kora középkori vár nyomai látszanak 1421-ben Kézdi Balázs székely serege itt verte vissza a török támadását. Neobarokk temploma 1802 és 1824 között épült egy Árpád-kori kápolna helyére. 1882. szeptember 11-én nagy tűzvész pusztított a faluban. 1849. július 29-30-án csata zajlott itt a honvédsereg és az oroszok között. Ferenc József császár 1852. évi látogatása után Gr. Mikes Benedek és Br. Szentkereszti Zsigmond részvénytársaság szervezésével újraindította a fürdő (Tusnádfürdő) életét. 1910-ben Tusnádújfaluval együtt 2285 lakosa volt.
A trianoni békeszerződésig Csík vármegye Kászonalcsíki járásához tartozott. 1992-ben 904 lakosából 820 magyar, 62 cigány és 22 román volt.

## Borvízforrások
- Bagoly borvíz

## Látnivalók
- Várromok a Vártetőn.
- Határában több borvízforrás is található.

## Híres emberek
- Itt született 1769-ben Kovács Miklós erdélyi püspök.
- Itt született 1837-ben Imets Fülöp Jákó kanonok, író, költő, történész.
- Itt született 1877-ben Kultsár András magyar közíró.
- Itt született 1893-ban dr. Ábrahám Ambrus Andor biológus, akadémikus.
- Itt született 1902-ben Betegh Bébi színésznő, szubrett.